# Liste der Monuments historiques in Hadigny-les-Verrières
Die Liste der Monuments historiques in Hadigny-les-Verrières führt die Monuments historiques in der französischen Gemeinde Hadigny-les-Verrières auf.

## Liste der Objekte
| Bezeichnung                         | Beschreibung                                           | Standort                       | Kennzeichnung | Schutzstatus | Datum | Bild |
| ----------------------------------- | ------------------------------------------------------ | ------------------------------ | ------------- | ------------ | ----- | ---- |
| Grabdenkmal für Humbert des Piliers | Stein, Ende des 16. Jahrhunderts                       | in der Kirche St-Martin (Lage) | PM88000445    | Classé       | 1903  |      |
| Retabel Heiliger Martin             | Holz, farbig gefasst, sowie Ölfarbe auf Leinwand, 1629 | in der Kirche St-Martin (Lage) | PM88000446    | Classé       | 1966  |      |